# Tian Yuan (halterófila)
Tian Yuan (en chino: 田源; 29 de enero de 1993) es una deportista china que compitió en halterofilia. Ganó dos medallas en el Campeonato Mundial de Halterofilia, oro en 2011 y bronce en 2010.

## Palmarés internacional
| Campeonato Mundial | Campeonato Mundial | Campeonato Mundial | Campeonato Mundial |
| Año                | Lugar              | Medalla            | Categoría          |
| ------------------ | ------------------ | ------------------ | ------------------ |
| 2010               | Antalya (Turquía)  | Medalla de bronce  | 48 kg              |
| 2011               | París (Francia)    | Medalla de oro     | 48 kg              |